# Takašima (Okajama)
Takašima (japonsky 真鍋島, „vysoký ostrov“) je malý ostrov ležící v japonském Vnitřním moři mezi ostrovy Honšú a Šikoku. Leží jižně od města Kasaoka, v městském okrese stejného jména, v prefektuře Okajama. Takašima je zajímavá svou bujnou vegetací ale i malou svatyní, kterou založil jeden z japonských císařů při návštěvě ostrova. Na Takašimě, které se přezdívá i ostrov legend, se nachází mnoho historických ruin.